# Diastatomma soror
Diastatomma soror är en trollsländeart som beskrevs av Henri Schouteden 1934. Diastatomma soror ingår i släktet Diastatomma och familjen flodtrollsländor. IUCN kategoriserar arten globalt som livskraftig. Inga underarter finns listade i Catalogue of Life.